# Vienne-en-Bessin
Vienne-en-Bessin är en kommun i departementet Calvados i regionen Normandie i norra Frankrike. Kommunen ligger i kantonen Ryes som ligger i arrondissementet Bayeux. År 2022 hade Vienne-en-Bessin 266 invånare.

## Befolkningsutveckling
Antalet invånare i kommunen Vienne-en-Bessin
Referens:INSEE